# Lençóis (kommun)
Lençóis är en kommun i Brasilien.   Den ligger i delstaten Bahia, i den östra delen av landet, 800 km nordost om huvudstaden Brasília. Antalet invånare är 10 368.
I omgivningarna runt Lençóis växer huvudsakligen savannskog oche den Chapada Diamantina Runt Lençóis är det mycket glesbefolkat, med 6 invånare per kvadratkilometer.